# Bootsmannetjes
Bootsmannetjes (Notonectidae), ook wel ruggenzwemmers genoemd, is een familie onder water levende insecten uit de onderorde van de wantsen. Er zijn meerdere soorten die sterk op elkaar lijken. Het gewoon bootsmannetje (Notonecta glauca) is het meest algemeen. Het bont bootsmannetje (N. maculata) komt op de tweede plaats.

## Kenmerken
Het bootsmannetje heeft een sterk gekield lichaam dat lijkt op een omgekeerde boot. Bootsmannetjes zijn bruin en hun rug is roze-achtig, zodat ze zowel van boven als van onder af bezien gecamoufleerd zijn. Ze zwemmen op de rug. Uiterlijk lijkt dit dier zowel op de duikerwantsen als de zwemwants (Ilyocoris cimicoides). Duikerwantsen zijn echter smaller en zwemwantsen juist breder. Het bootsmannetje wordt ongeveer 15 millimeter lang en komt in alle wateren voor: zowel in permanente waterpartijen als grote regenplassen. Vanwege de relatief krachtige monddelen kan het insect beter niet opgepakt worden, want ze kunnen gemeen bijten. Van steken is geen sprake, omdat ze een scherpe zuigsnuit hebben en geen angel. Een jong bootsmannetje wordt nimf genoemd. Er is - zoals bij alle wantsen - geen wormachtig larvestadium: de jonge wantsjes lijken meteen al op de ouderdieren, maar kunnen nog niet vliegen. Ze vervellen regelmatig en worden dan per vervelling steeds iets groter. Jongere dieren zijn eerst wit met opvallende rode ogen en krijgen later de volwassen kleuren.

## Levenswijze

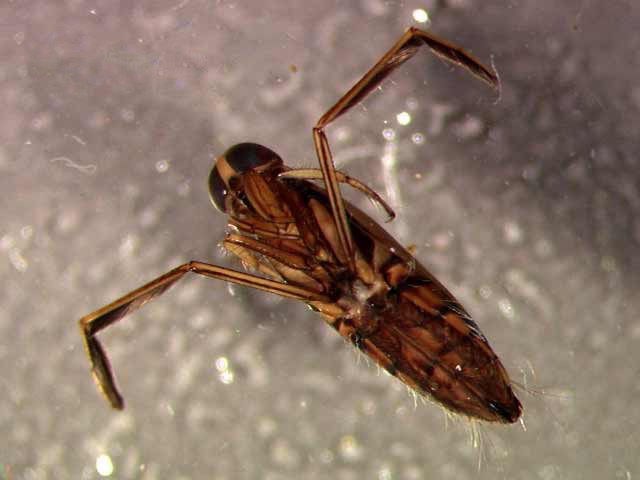
Bootsmannetje (Notonectidae)

Het bootsmannetje is zowel een goede zwemmer als een goede vlieger; op het land echter is het onhandig en maakt kleine sprongetjes om het water te bereiken. Zwemmen doet het bootsmannetje met de spatelvormige poten die een borstelige beharing hebben wat hun oppervlak groter maakt. Omdat er min of meer geroeid wordt verplaatst het bootsmannetje zich met schokkende bewegingen. Door de ruggelingse verplaatsing kunnen ze prooien goed waarnemen. Een bootsmannetje eet vooral prooien die zich op of tegen het wateroppervlak bevinden. Het is een roofdier dat alles pakt wat het kan overmeesteren: op het menu staan visjes, kikkervisjes, insecten, wormen en ook soortgenoten. Het dier eet ook veel vissen- en amfibieënlarven. Vijanden zijn kikkers, padden, de grote oeverspin en sommige vissen zoals de zeelt.
Bootsmannetjes moeten ademhalen aan de oppervlakte wat ze doen door het achterlijf net iets boven water te steken en door de korte adembuis lucht aan te zuigen; ze hebben geen kieuwen. De lucht hecht zich aan de vele buikharen net zoals bij de meeste waterinsecten. Hierdoor krijgen ze een 'zilverkleurige' buik en zijn ze veel lichter dan water. Dit maakt dat ze direct naar de oppervlakte stijgen als ze niet zwemmen. Ze hebben kleine klauwen waarmee ze zich goed vast kunnen houden aan onderwaterobjecten zodat ze op de bodem kunnen schuilen bij gevaar.

## Nut
Bootsmannetjes zijn voor de mens nuttig omdat ze grote hoeveelheden muggenlarven eten.

## Taxonomie
De volgende taxa worden bij de familie ingedeeld:
- Onderfamilie Anisopinae
  - Geslacht Anisops Spinola, 1837
  - Geslacht Buenoa Kirkaldy, 1904
  - Geslacht Paranisops Hale, 1924
  - Geslacht Walambianisops Lansbury, 1984
- Onderfamilie Notonectinae
  - Tribus Notonectini
    - Geslacht Enithares Spinola, 1837
    - Geslacht Enitharoides Brooks, 1953
    - Geslacht Notonecta Linnaeus, 1758

  - Tribus Nychiini
    - Geslacht Martarega White, 1879
    - Geslacht Neonychia Hungerford, 1950
    - Geslacht Nychia Stål, 1860

  - Tribus Aphelonectini
    - Geslacht Aphelonecta Lansbury, 1965

## Soorten in Nederland en België
- Notonecta glauca, het gewoon bootsmannetje
- Notonecta maculata, het bont bootsmannetje
- Notonecta lutea, het bleek bootsmannetje (zeldzaam)
- Notonecta reuteri, het noordelijk bootsmannetje (zeldzaam)
- Notonecta viridis, het tenger bootsmannetje
- Notonecta obliqua, het zwart bootsmannetje (kwetsbare soort)